# Новый Остров (Гомельская область)
Новый Остров (бел. Новы Востраў) — посёлок в Поболовском сельсовете Рогачёвского района Гомельской области Белоруссии.

## География

### Расположение
В 25 км на юго-запад от районного центра и железнодорожной станции Рогачёв (на линии Могилёв — Жлобин), 146 км от Гомеля.

## Транспортная сеть
Транспортные связи по просёлочной, затем автомобильной дороге Бобруйск — Гомель. Застройка деревянная, усадебного типа.

## История
Основан в начале 1920-х годов переселенцами из соседних деревень, преимущественно из Остров, на бывших помещичьих землях. В 1931 году жители вступили в колхоз. Во время Великой Отечественной войны 8 жителей погибли на фронте. Согласно переписи 1959 года в составе колхоза «Красная Армия» (центр — деревня Остров).

## Население

### Численность
- 2004 год — 4 хозяйства, 9 жителей.

### Динамика
- 1959 год — 50 жителей (согласно переписи).
- 2004 год — 4 хозяйства, 9 жителей.